# Hamma heimi
Hamma heimi är en insektsart som beskrevs av Boulard 1968. Hamma heimi ingår i släktet Hamma och familjen hornstritar. Inga underarter finns listade i Catalogue of Life.